# Wale (Tomaszów Mazowiecki)
Pour les articles homonymes, voir Wale.
Wale est une localité polonaise de la gmina de Czerniewice, située dans le powiat de Tomaszów Mazowiecki en voïvodie de Łódź.